# Лойшино
Лойшино (пол. Łojszyno) — село в Польщі, у гміні Волін Каменського повіту Західнопоморського воєводства.
У 1975-1998 роках село належало до Щецинського воєводства.